# عمروس
عمروس إحدى قرى مركز الشهداء التابع لمحافظة المنوفية في جمهورية مصر العربية.

## السكان
بلغ عدد سكان عمروس 7,978 نسمة، حسب الإحصاء الرسمي لعام 2006.